# Spilosoma togoensis
Spilosoma togoensis is een vlinder uit de familie spinneruilen (Erebidae), onderfamilie beervlinders (Arctiinae). De wetenschappelijke naam van de soort is voor het eerst geldig gepubliceerd in 1903 door Bartel.
Deze nachtvlinder komt voor in tropisch Afrika.